# Борнгаупт, Фёдор Карлович
Фёдор Карлович Борнгаупт (24 июня 1842 — 10 марта 1905) — врач-хирург, доктор медицинских наук (1867), профессор хирургической кафедры Киевского университета (1883—1903). Учитель и научный руководитель многих известных врачей-хирургов.

## Биография
Родился 24 июня 1842 года в Риге в семье директора частного учебного заведения. Учился в Рижской классической гимназии. В 1867 году окончил медицинский факультет Дерптского университета. В том же году защитил диссертацию по эмбриологии («Исследование развития урогенитальной системы у щенка»).
До 1870 года занимался частной практикой в Санкт-Петербурге, Псковской и Оренбургской губерниях. В 1870 году назначен участковым врачом второго Башкирского медицинского училища в Верхнеуральске, в 1873 году — старшим врачом Оренбургской городской больницы.
Когда началась Русско-турецкая война (1877—1878), работал военным хирургом в должности старшего ординатора-хирурга 51-го Военно-временного госпиталя в течение 1877—1878 годов. Оказывал помощь раненым и в других госпиталях, размещённых в Тифлисе, Сурами, Александрополе и Кутаиси.
В 1879 году командирован, согласно выбору Военно-медицинского учёного комитета, на два года за казённый счет за границу (Берлин, Галле, Лондон, Париж), где изучал хирургию и патологическую анатомию у немецкого профессора Р. Фолькмана.
В 1882 году утверждён консультантом первого Тифлисского госпиталя.
24 мая 1883 года избран Советом Университета святого Владимира экстраординарным профессором по кафедре хирургии с госпитальной клиникой. Кафедру возглавлял до 1903 года, передав её и клинику своему ученику Н. М. Волковичу.
В последние годы жизни болел туберкулёзом легких. Умер 10 марта 1905 года при очень ограниченных материальных средствах. Похоронен в Киеве на Аскольдовой могиле под одним с дочерью памятником из мрамора, который был заказан им по личным рисунком задолго до смерти.
Ф. К. Борнгаупт способствовал широкому внедрению антисептиков в хирургическую практику. Один из первых в Киеве начал выполнять полную резекцию челюсти, а также радикальные операции при раке прямой кишки. Предложил новый шов в хирургии мочевого пузыря. Впервые во врачебной практике Киева и даже всего западного региона Российской империи чётко отделил туберкулёзный остеомиелит от неспецифического остеомиелитного процесса.
Автор единственного на то время оригинального пособия на русском языке по хирургии, патологии и терапии. Научные труды Борнгаупта печатались в «Военно-медицинском журнале» 1870-х и 1880 годов и в Langebecks Archiv 1880—1981 годов.
Один из основателей и руководитель Киевского общества борьбы с заразными болезнями (1894). Член Императорского кавказского общества врачей.
Награждён бронзовой медалью «В память Русско-турецкой войны 1877—1878», знаком Красного Креста и орденами Святой Анны 3-й и 2-й степеней, святого Станислава 2-й степени, святого Владимира 4-й степени.

## Труды
- Случай острого воспаления спинного и продолговатого мозга // Воен.-мед. журн. 1877. № 6;
- О хирургическом лечении страданий гортани // Там же. 1880. № 1;
- Перевязка сонной артерии // Врач. 1880. № 24;
- Руководство по хирургической патологии и терапии: В 2 ч. К., 1890—91;
- Очерк развития хирургии за ХІХ столетие // УИ. 1899. № 11;
- Повреждения и заболевания бедра и тазобедренного сустава. С.-Петербург, 1906.